# Stymnonotus
Stymnonotus is een geslacht van wantsen uit de familie van de Tingidae (Netwantsen). Het geslacht werd voor het eerst wetenschappelijk beschreven door Odo Reuter in 1887.

## Soorten
Het genus bevat de volgende soorten:

- Stymnonotus apicalis Reuter, 1887
- Stymnonotus schoutedeni (Drake, 1957)